# Scottish FA Cup 1924/25
Der Scottish FA Cup wurde 1924/25 zum 47. Mal ausgespielt. Der wichtigste Fußball-Pokalwettbewerb im schottischen Vereinsfußball wurde vom Schottischen Fußballverband geleitet und ausgetragen. Er begann am 24. Januar 1925 und endete mit dem Finale am 11. April 1925 im Hampden Park von Glasgow. Als Titelverteidiger startete der Airdrieonians FC in den Wettbewerb, der im Finale des Vorjahres gegen Hibernian Edinburgh gewonnen hatte. Die Diamonds aus Airdrie schieden im Achtelfinale gegen den späteren Finalisten FC Dundee aus dem Wettbewerb aus. Im diesjährigen Endspiel um den Schottischen Pokal standen sich Celtic Glasgow und der FC Dundee gegenüber. Für Celtic war es das insgesamt 17. Endspiel seit 1889 im schottischen Pokal. Der FC Dundee erreichte zum zweiten Mal nach 1910 das Finale. Die Bhoys gewannen das Endspiel mit 2:1 durch jeweils ein Tor von Patsy Gallacher und Jimmy McGrory und einem Gegentor von David McLean. Celtic sicherte sich damit zum 11. Mal den Pokalsieg und zog am FC Queen’s Park vorbei. Die schottische Meisterschaft gewannen die Glasgow Rangers, Celtic wurde Tabellenvierter und Dundee Achter.

## 1. Runde
Ausgetragen wurden die Begegnungen am 24. Januar 1925. Die Wiederholungsspiele fanden zwischen dem 27. Januar und 3. Februar 1925 statt.
|                        | Ergebnis |                            |
| ---------------------- | -------- | -------------------------- |
| Albion Rovers          | 1:1      | FC Clyde                   |
| FC Armadale            | 3:1      | FC Civil Service Strollers |
| FC Arthurlie           | 3:1      | FC Cowdenbeath             |
| Ayr United             | 3:1      | FC St. Johnstone           |
| FC Bathgate            | 0:4      | Partick Thistle            |
| Broxburn United        | 3:2      | Nithsdale Wanderers        |
| FC Clydebank           | 0:1      | FC Queen’s Park            |
| FC Dundee              | 5:0      | FC Johnstone               |
| Dundee United          | 5:1      | University of Aberdeen     |
| Dunfermline Athletic   | 1:1      | FC Arbroath                |
| FC Dykehead            | 1:0      | Forfar Athletic            |
| FC East Fife           | 1:3      | Glasgow Rangers            |
| FC East Stirlingshire  | 4:0      | FC Clachnacuddin           |
| FC Falkirk             | 1:1      | Greenock Morton            |
| FC Bo’ness             | 1:1      | FC Helensburgh             |
| Hamilton Academical    | 5:2      | FC St. Bernard’s           |
| Heart of Midlothian    | 4:1      | Leith Athletic             |
| Hibernian Edinburgh    | 0:2      | FC Aberdeen                |
| FC Kilmarnock          | 3:0      | Arbroath Athletic          |
| FC King’s Park         | 0:4      | Airdrieonians FC           |
| Lochgelly United       | 4:0      | FC Breadalbane             |
| FC Montrose            | 6:2      | FC Inverness Citadel       |
| FC Motherwell          | 6:3      | FC Galston                 |
| FC Newton Stewart      | 0:2      | FC Dumbarton               |
| Queen of the South     | 1:1      | Alloa Athletic             |
| Raith Rovers           | 3:0      | FC Clackmannan             |
| FC Royal Albert        | 9:1      | FC Stranraer               |
| FC Solway Star         | 4:2      | FC Stenhousemuir           |
| St. Cuthbert Wanderers | 0:0      | Peebles Rovers             |
| FC St. Mirren          | 3:1      | FC Peterhead               |
| Third Lanark           | 1:5      | Celtic Glasgow             |
| FC Vale of Leven       | 2:0      | FC Inverness Caledonian    |

### Wiederholungsspiele
|                 | Ergebnis  |                        |
| --------------- | --------- | ---------------------- |
| Alloa Athletic  | 2:0       | Queen of the South     |
| FC Arbroath     | 1:0       | Dunfermline Athletic   |
| FC Clyde        | 3:1       | Albion Rovers          |
| FC Helensburgh  | 0:0 n. V. | FC Bo’ness             |
| Greenock Morton | 0:3       | FC Falkirk             |
| Peebles Rovers  | 5:0       | St. Cuthbert Wanderers |

### 2. Wiederholungsspiel
|            | Ergebnis |                |
| ---------- | -------- | -------------- |
| FC Bo’ness | *2:0 *   | FC Helensburgh |

## 2. Runde
Ausgetragen wurden die Begegnungen am 7. Februar 1925. Die Wiederholungsspiele fanden zwischen dem 11. und 16. Februar 1925 statt.
|                     | Ergebnis |                       |
| ------------------- | -------- | --------------------- |
| Airdrieonians FC    | 4:0      | FC Queen’s Park       |
| FC Arbroath         | 3:0      | FC Clyde              |
| FC Armadale         | 1:1      | FC Aberdeen           |
| Celtic Glasgow      | 2:1      | Alloa Athletic        |
| FC Dundee           | 2:1      | Lochgelly United      |
| FC Dykehead         | 3:1      | Peebles Rovers        |
| FC Falkirk          | 2:0      | FC Dumbarton          |
| Hamilton Academical | 4:0      | FC East Stirlingshire |
| FC Kilmarnock       | 2:1      | Heart of Midlothian   |
| FC Montrose         | 0:2      | Glasgow Rangers       |
| FC Motherwell       | 2:0      | FC Arthurlie          |
| Partick Thistle     | 5:1      | Dundee United         |
| Raith Rovers        | 0:0      | FC Bo’ness            |
| FC Royal Albert     | 1:3      | Broxburn United       |
| FC St. Mirren       | 1:0      | Ayr United            |
| FC Vale of Leven    | 2:2      | FC Solway Star        |

### Wiederholungsspiele
|                | Ergebnis  |                  |
| -------------- | --------- | ---------------- |
| FC Aberdeen    | 2:0       | FC Armadale      |
| FC Bo’ness     | 1:3       | Raith Rovers     |
| FC Solway Star | 3:3 n. V. | FC Vale of Leven |

### 2. Wiederholungsspiel
|                | Ergebnis |                  |
| -------------- | -------- | ---------------- |
| FC Solway Star | *2:1 *   | FC Vale of Leven |

## Achtelfinale
Ausgetragen wurden die Begegnungen am 21. Februar 1925. Das Wiederholungsspiel fand am 25. Februar 1925 statt.
|                     | Ergebnis |                  |
| ------------------- | -------- | ---------------- |
| FC Aberdeen         | 0:0      | FC Motherwell    |
| Broxburn United     | 2:1      | FC Falkirk       |
| Celtic Glasgow      | 2:0      | FC Solway Star   |
| FC Dundee           | 3:1      | Airdrieonians FC |
| Hamilton Academical | 1:0      | Raith Rovers     |
| FC Kilmarnock       | 5:0      | FC Dykehead      |
| Glasgow Rangers     | 5:3      | FC Arbroath      |
| FC St. Mirren       | 2:0      | Partick Thistle  |

### Wiederholungsspiel
|               | Ergebnis |             |
| ------------- | -------- | ----------- |
| FC Motherwell | 1:2      | FC Aberdeen |

## Viertelfinale
Ausgetragen wurden die Begegnungen am 7. März 1925. Die Wiederholungsspiele fanden am 10. und 16. März 1925 statt.
|               | Ergebnis |                     |
| ------------- | -------- | ------------------- |
| FC Aberdeen   | 0:2      | Hamilton Academical |
| FC Dundee     | 1:0      | Broxburn United     |
| FC Kilmarnock | 1:2      | Glasgow Rangers     |
| FC St. Mirren | 0:0      | Celtic Glasgow      |

### Wiederholungsspiel
|                | Ergebnis |               |
| -------------- | -------- | ------------- |
| Celtic Glasgow | 1:1      | FC St. Mirren |

### 2. Wiederholungsspiel
|                | Ergebnis |               |
| -------------- | -------- | ------------- |
| Celtic Glasgow | 1:0      | FC St. Mirren |

## Halbfinale
Ausgetragen wurden die Begegnungen am 18. März 1925. Das Wiederholungsspiel fand am 22. März 1933 statt.
|                | Ergebnis |                     |
| -------------- | -------- | ------------------- |
| Celtic Glasgow | *5:0 *   | Glasgow Rangers     |
| FC Dundee      | *1:1 **  | Hamilton Academical |

### Wiederholungsspiel
|           | Ergebnis |                     |
| --------- | -------- | ------------------- |
| FC Dundee | *2:0 **  | Hamilton Academical |

## Finale
| Celtic Glasgow                           | Celtic Glasgow | FC Dundee | FC Dundee |
| ---------------------------------------- | --- | --- | --------- |
| Celtic Glasgow                           | \| Finale \| \| 11. April 1925 in Glasgow (Hampden Park) \| \| Ergebnis: 2:1 (0:1)[1] \| \| Zuschauer: 75.137 \| \| Schiedsrichter: J. Dougray \| \| Spielbericht \|                          | \| Finale \| \| 11. April 1925 in Glasgow (Hampden Park) \| \| Ergebnis: 2:1 (0:1)[1] \| \| Zuschauer: 75.137 \| \| Schiedsrichter: J. Dougray \| \| Spielbericht \| | FC Dundee |
| Celtic Glasgow                           | Peter Shevlin – Willie McStay, Hugh Hilley, Peter Wilson, Jimmy McStay, John McFarlane, Patrick Connolly, Patsy Gallacher, Jimmy McGrory, Alec Thomson, Adam McLean Cheftrainer: Willie Maley | Jack Britton – Brown, Jock Thomson, Ross, W. Rankine, Sam Irving, Duncan, David McLean, Dave Halliday, J. Rankine, John Gilmour Cheftrainer: Sandy MacFarlane        | FC Dundee |
| Celtic Glasgow                           | Patsy Gallacher Jimmy McGrory | David McLean | FC Dundee |
| Finale                                   | | |           |
| 11. April 1925 in Glasgow (Hampden Park) | | |           |
| Ergebnis: 2:1 (0:1)                      | | |           |
| Zuschauer: 75.137                        | | |           |
| Schiedsrichter: J. Dougray               | | |           |
| Spielbericht                             | | |           |